# Pronuba dorilis
Pronuba dorilis là một loài bọ cánh cứng trong họ Cerambycidae.